# Marian Krzaklewski

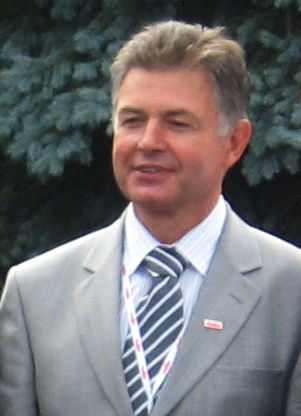
Marian Krzaklewski

Marian Krzaklewski (* 23. August 1950 in Kolbuszowa, Woiwodschaft Karpatenvorland) ist ein polnischer Gewerkschafter und Politiker (AWS). Er war von 1991 bis 2002 Vorsitzender der Gewerkschaft Solidarność und von 1997 bis 2001 Mitglied des Sejm in der III. Wahlperiode, wo er der AWS-Fraktion vorstand.

## Leben und Beruf
Krzaklewski ist promovierter Ingenieur im Gebiet der Metallurgie. Seinen Studienabschluss erwarb er an der Schlesischen Technischen Universität in Gliwice. Von 1976 bis 1984 arbeitete er in der Abteilung für komplexe Automatisierungssysteme an der Polnischen Akademie der Wissenschaften. 1985 wechselte er als Assistent an die Schlesische Technische Universität und wurde dort 1988 Assistenzprofessor. Zudem lehrte er auch an der Katholischen Universität Lublin.

## Politik
Krzaklewski war seit den 1980er Jahren Mitglied der Gewerkschaft Solidarność und war stellvertretender Vorsitzender des beratenden Ausschusses in Oberschlesien. 1990 wurde er in das Präsidium der Gewerkschaft gewählt und übernahm 1991 auch deren Vorsitz, nachdem Lech Wałęsa zum Orsitzenden gewählt wurde. Dabei setzte er sich in einer Kampfabstimmung gegen Bogdan Borusewicz und Lech Kaczyński durch. Nachdem zahlreiche Parteien, die aus der Gewerkschaftsbewegung entstanden waren, bei den Sejm-Wahlen 1993 den Einzug ins Parlament verpassten, führte er 1996 etwa 40 Gruppierungen zur Akcja Wyborcza Solidarność (AWS) zusammen. Bei den Parlamentswahlen 1997 gewann das Wahlbündnis unter seiner Führung die Wahl mit 33,8 % und bildete eine Koalitionsregierung mit der Unia Wolności (UW). Krzaklewski wurde im Wahlkreis Kattowitz in den Sejm gewählt. Obwohl von den Koalitionspartnern und dem Staatspräsidenten unterstützt, lehnte Krzaklewski den Posten des Premierministers ab und wurde lediglich Fraktionsvorsitzender des AWS-Fraktion. Premierminister wurde Jerzy Buzek.
1999 trat Krzaklewski als Vorsitzender der AWS zurück und wurde durch Jerzy Buzek ersetzt. Bei den Präsidentschaftswahlen im Jahr 2000 trat Krzaklewski als Kandidat für die AWS an, scheiterte jedoch mit nur 15,6 %. Bei der Parlamentswahl 2001 fiel die AWS auf nur noch 5,6 % der Stimmen und scheiterte damit an der 8-%-Hürde für Wahlbündnisse. Damit schied auch Krzaklewski aus dem Parlament aus.
2002 legte er auch den Solidarność-Vorsitz nieder und wurde durch Janusz Śniadek ersetzt. Er blieb aber weiter hauptamtlich für die Gewerkschaft tätig, bis er 2017 in den Ruhestand ging. Bei der Europawahl 2009 kandidierte er erfolglos für die Platforma Obywatelska.

## Ehrungen
- 2012 Kreuz der Freiheit und der Solidarität[6]
- 2023 Kommandeurskreuz des Ordens Polonia Restituta[7]